# Végtelen leszállás
A végtelen leszállás (descente infinie) egy indirekt bizonyítási módszer, ami azon alapul, hogy a természetes számok minden részhalmazának van legkisebb eleme. A módszert  Pierre de Fermat fejlesztette ki, és sok eredményéhez ezzel a módszerrel jutott el. A nagy Fermat-tételnek egy n = 4-hez tartozó speciális esete például belátható végtelen leszállással.
A XX. század számelmélete újra felfedezte a végtelen leszállást. Hozzákapcsolódott az algebrai számelmélethez és az L-függvényekhez. Mordell eredménye, hogy az elliptikus görbék racionális pontjainak csoportja végesen generált, szintén végtelen leszállással adódott. André Weil ezt az eredményt terjesztette ki magasságfüggvény használatával; ez később úttörőnek bizonyult. A Mordell–Weil tétel nyomán egy egészen új elmélet alakult ki.

## Általános eljárás
Az érvelés indirekt, tehát feltesszük, hogy a bizonyítandó állítás nem igaz, vagyis hogy a szóban forgó egyenlet megoldható a természetes számok halmazán. Tudjuk, hogy a természetes számok minden részhalmazának van legkisebb eleme, ezért ha minden feltételezett megoldásból újabb, természetes számokból álló megoldást tudunk készíteni, akkor ellentmondást kaptunk, és a szóban forgó egyenlet nem oldható meg a természetes számok halmazán.
Másként, az egyenlet megoldáshalmazának is van legkisebb eleme, mivel a megoldáshalmaz a természetes számok halmazának része. Ebből készítünk egy még kisebb megoldást a feladat és a természetes számok tulajdonságainak felhasználásával. Ez ellentmond annak, hogy a legkisebb megoldásból indultunk ki, tehát az egyenlet megoldhatatlan.

## A megoldhatatlanság induktív bizonyítása
Tegyük fel, hogy egy legkisebb megoldásból tudunk még kisebb megoldást csinálni! Ezen nyugszik a végtelen leszállás alapelve, és amihez  konkrét bizonyítás szükséges.
- Az indukció megkezdése: a legkisebb megoldás nem lehet a 0, mert akkor lenne a 0-nál kisebb természetes szám. Mivel nincs ilyen szám, ezért ellentmondásra jutottunk.
- Az indukciós feltevés: feltesszük, hogy már minden k ≤ k0-ra bizonyítva van, hogy nem lehet legkisebb megoldás.
- Az indukciós lépés: mivel k0 nem lehet a legkisebb megoldás, ezért annak a k ≤ k0 számok között kell lennie. Ez ellentmond az indukciós feltevésnek.

Tehát a legkisebb megoldás nem létezik, így semmilyen megoldás nincs, tehát az egyenlet megoldhatatlan.

## Példák

### A 2 négyzetgyöke irracionális
{\displaystyle {\sqrt {2}}} pozitív. Feltesszük indirekt, hogy racionális, tehát vannak olyan {\displaystyle x,y} természetes számok, hogy {\displaystyle {\sqrt {2}}={\tfrac {x}{y}}}. Négyzetre emelve kapjuk az {\displaystyle x^{2}=2\cdot y^{2}} egyenletet, aminek megoldásai az  {\displaystyle x,y} természetes számok. Állítjuk, hogy egy adott {\displaystyle x,y} megoldásból készíthető egy {\displaystyle x_{1},y_{1}} megoldás, ami abban az értelemben kisebb, hogy {\displaystyle y_{1}<y}.
Az {\displaystyle x^{2}=2y^{2}>y^{2}} egyenlőtlenség miatt {\displaystyle x>y}, tehát {\displaystyle y_{1}:=x-y} is természetes szám. Hasonlóan, {\displaystyle (2y)^{2}>2\cdot y^{2}=x^{2}} miatt {\displaystyle 2y>x}, és így  {\displaystyle x_{1}:=2y-x}  szintén természetes szám. Emellett még {\displaystyle y>x-y=y_{1}} is teljesül.
Az {\displaystyle x^{2}=2y^{2}} egyenlet felhasználásával:
{\displaystyle x_{1}^{2}=(2y-x)^{2}=4y^{2}-4xy+x^{2}=2y^{2}+x^{2}-4xy+x^{2}=2\cdot (y^{2}-2xy+x^{2})=2\cdot (x-y)^{2}=2y_{1}^{2}}
tehát {\displaystyle (x_{1},y_{1})} is megoldása az egyenletnek.
Tudjuk, hogy ha az egyenlet megoldható, akkor van olyan megoldás is, amiben y minimális. Azonban ahogy láttuk, ilyen nincs, mert tetszőleges megoldásból lehet kisebbet készíteni. Eszerint a {\displaystyle {\sqrt {2}}} racionális volta nem állja meg a helyét, tehát {\displaystyle {\sqrt {2}}} irracionális.
Hasonlóan, ha tetszőleges megoldás helyett a legkisebb megoldásból indulunk ki, akkor a kisebb megoldás létezése megcáfolja annak legkisebb voltát. Érvelhetünk úgy is, hogy minden {\displaystyle y_{1}<y}-hoz is készíthető kisebb y, tehát készíthető y-oknak végtelen {\displaystyle y>y_{1}>y_{2}>y_{3}>\ldots } sorozata, ami a természetes számok alulról korlátos volta miatt lehetetlen, tehát ismét ellentmondáshoz jutunk.

### √kirracionális, ha nem egész
Legyen k pozitív egész. Belátjuk, hogy ha √k nem egész, akkor irracionális.
Feltesszük, hogy mégis racionális. Legyen  √k = m/⁄n, ahol m és ⁄n a lehető legkisebb természetes számok. Legyen továbbá q a legnagyobb egész, ami nem nagyobb √k-nál. 
Ekkor
{\displaystyle {\begin{aligned}{\sqrt {k}}&={\frac {m}{n}}\\[8pt]&={\frac {m({\sqrt {k}}-q)}{n({\sqrt {k}}-q)}}\\[8pt]&={\frac {m{\sqrt {k}}-mq}{n{\sqrt {k}}-nq}}\\[8pt]&={\frac {nk-mq}{m-nq}}\end{aligned}}}
azaz √k kifejezhető kisebb számokkal, ami ellentmondás.

### a2+b2= 3(s2+t2)
Végtelen leszállással megmutatható, hogy az
{\displaystyle a^{2}+b^{2}=3\cdot (s^{2}+t^{2})}
egyenlet egyetlen megoldása {\displaystyle a=b=s=t=0} az egész számok halmazán. 
Tegyük fel, hogy van nem triviális megoldás! Ekkor van nem negatív megoldás is, ugyanis {\displaystyle a,b,s,t} mindegyike helyettesíthető az abszolút értékével. Ezután elég a nem negatív megoldásokkal foglalkozni. 
Legyen most {\displaystyle a_{1},b_{1},s_{1},t_{1}} egy nem negatív megoldás! Ekkor 
{\displaystyle 3\mid a_{1}^{2}+b_{1}^{2}\,}
Ez csak úgy lehet, hogy {\displaystyle a_{1}} és {\displaystyle b_{1}} is osztható 3-mal. Legyen
{\displaystyle 3a_{2}=a_{1}{\text{ and }}3b_{2}=b_{1}.\,}
így
{\displaystyle (3a_{2})^{2}+(3b_{2})^{2}=3\cdot (s_{1}^{2}+t_{1}^{2})\,}
és
{\displaystyle 3(a_{2}^{2}+b_{2}^{2})=s_{1}^{2}+t_{1}^{2},\,}
ami egy új nem negatív s1, t1, a2, b2 megoldást ad. Ezek összege kisebb, mint az eredetié. Ez az eljárás végtelenszer megismételhető, ami ellentmond annak, hogy a természetes számoknak nincs végtelen hosszú szigorúan monoton csökkenő sorozata.
Tehát ennek a diofantoszi egyenletnek nincs nem triviális megoldása.

### r2+s4=t4
Nevezetes példa a nagy Fermat-tétel egy speciális esetének bizonyítása. A páratlan prímek mellett elég az n = 4 speciális esetre belátni a megoldhatatlanságot. Többet bizonyítunk, az {\displaystyle q^{4}+s^{4}=t^{4}} egyenlet helyett az  {\displaystyle r^{2}+s^{4}=t^{4}} egyenletet használjuk. Egy újabb bizonyítás egy még általánosabb esettel foglalkozik, hogy nincs olyan pitagoraszi háromszög, aminek befogói egy négyzetszám, illetve ezen négyzetszám kétszerese.
Tegyük fel, hogy kaptunk valahonnan egy ilyen háromszöget. Ekkor a pitagoraszi tulajdonság megtartásával skálázhatjuk úgy, hogy ne legyenek közös tényezőik. A primitív pitagoraszi háromszögek oldalai írhatók így:
{\displaystyle x=2ab,} {\displaystyle y=a^{2}-b^{2},} {\displaystyle z=a^{2}+b^{2}}, ahol a és b relatív prímek, és a+b páratlan, ezért y és z is páratlan. Három eset van aszerint, hogy melyik oldalpár lesz négyzet, vagy egy négyzet kétszerese:
- y és z: Mivel y és z páratlan, ezért nem lehetnek egy négyzet kétszeresei; ha mindkettő négyzet, akkor az {\displaystyle {\sqrt {yz}}} és {\displaystyle b^{2}} befogójú és {\displaystyle a^{2}} átfogójú derékszögű háromszög oldalai szintén egészek lennének úgy, hogy {\displaystyle b^{2}} befogó és {\displaystyle a^{2}} átfogó, és átfogója kisebb: {\displaystyle a^{2}} {\displaystyle z=a^{2}+b^{2}} helyett.

- y és x: Ha y négyzet és x négyzet vagy egy négyzet kétszerese, akkor a és b is  négyzet vagy négyzet kétszerese, és az {\displaystyle b} és {\displaystyle {\sqrt {y}}} befogójú és {\displaystyle a} átfogójú derékszögű háromszög két oldala, b és a négyzet vagy négyzet kétszerese lenne, aminek átfogója rövidebb lenne, mint az eredetié: {\displaystyle a} {\displaystyle z=a^{2}+b^{2}} helyett.

- z és x: Ha z négyzet és x négyzet vagy négyzet kétszerese, akkor  a és b is négyzet vagy négyzet kétszerese, és az {\displaystyle a} és {\displaystyle b} befogójú és {\displaystyle {\sqrt {z}}} átfogójú derékszögű háromszög két oldala, {\displaystyle a} ésd {\displaystyle b} négyzet, vagy négyzet kétszerese, és átfogója rövidebb, mint az eredetié {\displaystyle {\sqrt {z}}} {\displaystyle z} helyett.

Bármely ilyen esetben, ahol két oldal vagy mindegyike négyzet, vagy mindegyike egy négyzet kétszerese, kaphatunk egy kisebb megoldást, ami nem mehet a végtelenségig, tehát nem létezhet ilyen háromszög. Innen következik, hogy {\displaystyle r^{2}+s^{4}=t^{4}} megoldhatatlan, különben r, s2 és t2 egy ilyen háromszög oldalai lennének.
További példák találhatók itt:  és .